# Нарвський договір
Нарвський союзний договір 1704 року — угода між Московським царством і Річчю Посполитою про продовження спільної війни проти Швеції (Велика Північна війна 1700-1721 років).

## Передумови
Вихід Данії з антишведської коаліції після підписання зі Швецією Травендальського мирного договору 1700 року і поразка, якої зазнало московське військо під Нарвою в листопаді 1700 року, поставили під загрозу існування антишведського Північного союзу. 9 березня 1701 року московський цар Петро I і саксонський курфюрст та польський король Август II в Біржах підтвердили Преображенський договір 1699 року між Московією та Саксонією, за яким Петро I зобов'язався надати Августу як саксонському курфюрстові військо в 15-20 тис. чоловік та протягом 2 років надавати субсидію в розмірі 100 тис. рублів на рік. Сторони також зобов'язалися спільно добиватися приєднання до союзу і Речі Посполитої. З цією метою Август отримував додаткову субсидію в 20 тис. рублів — на той момент Річ Посполита в Північній війні зберігала нейтралітет.
В 1702 році, після вторгнення шведських військ у межі Речі Посполитої на військовий союз з Московією погодилась литовська шляхта і в 1703 році між Литвою та Московським Царством було укладено кілька угод про спільний антишведський військовий союз — останній, терміном на 2 роки, був підписаний наприкінці 1703 року у Яворові.

## Договір
Договір був підписаний 19 (30) серпня 1704 року під Нарвою московським послом графом Федіром Головіним і польським послом Т. Дзялинським. Укладенню договору передувала тривала дипломатична боротьба.
Обидві сторони зобов'язалися погоджувати військові дії проти шведів і не укладати сепаратний мир. Річ Посполита повинна була виставити проти шведів 48 тисяч солдатів, на утримання яких Московське царство зобов'язалося виплачувати полякам по 200 тисяч рублів щорічно аж до вигнання шведів з польської території. Крім того, Московія виставляла для боротьби зі шведами в Речі Посполитій 12-тисячний корпус. Польщі поверталися всі міста, що раніше належали їй і були відвойовані московським військом у шведів.
Прихильники Августа II Фрідріха Сильного з Сандомирської конфедерації, спираючись на Нарвський договір, делегували Московії частину функцій польського державного апарату.
Шведське королівство у відповідь на Нарвський договір підписало в 1705 році зі своїм ставлеником, польським королем Станіславом Лещинським та його прихильниками з Варшавської конфедерації Варшавський договір.
Незважаючи на значні зобов'язання, взяті на себе Московією, договір, найперше, був вигідний їй, тому що утримував Річ Посполиту у стані війни зі Швецією та сковував шведські сили на польській території.